# 塞奇威克 (科罗拉多州)
塞奇威克（英語：Sedgwick），是美国科罗拉多州塞奇威克县下属的一座城市。建市于1918年1月28日，面积大约为0.334平方英里（0.865平方公里）。根据2010年美国人口普查，该市有人口146人。2011年估计该市有人口145人，相比2010年人口增长率为-0.68%。同时，论人口该市是科罗拉多州第243大城市。